# Mammillaria multidigitata
Mammillaria multidigitata (укр. Мамілярія багатопальцева, мамілярія мультідігітата) — сукулентна рослина з роду мамілярія (Mammillaria) родини кактусових (Cactaceae).

## Історія

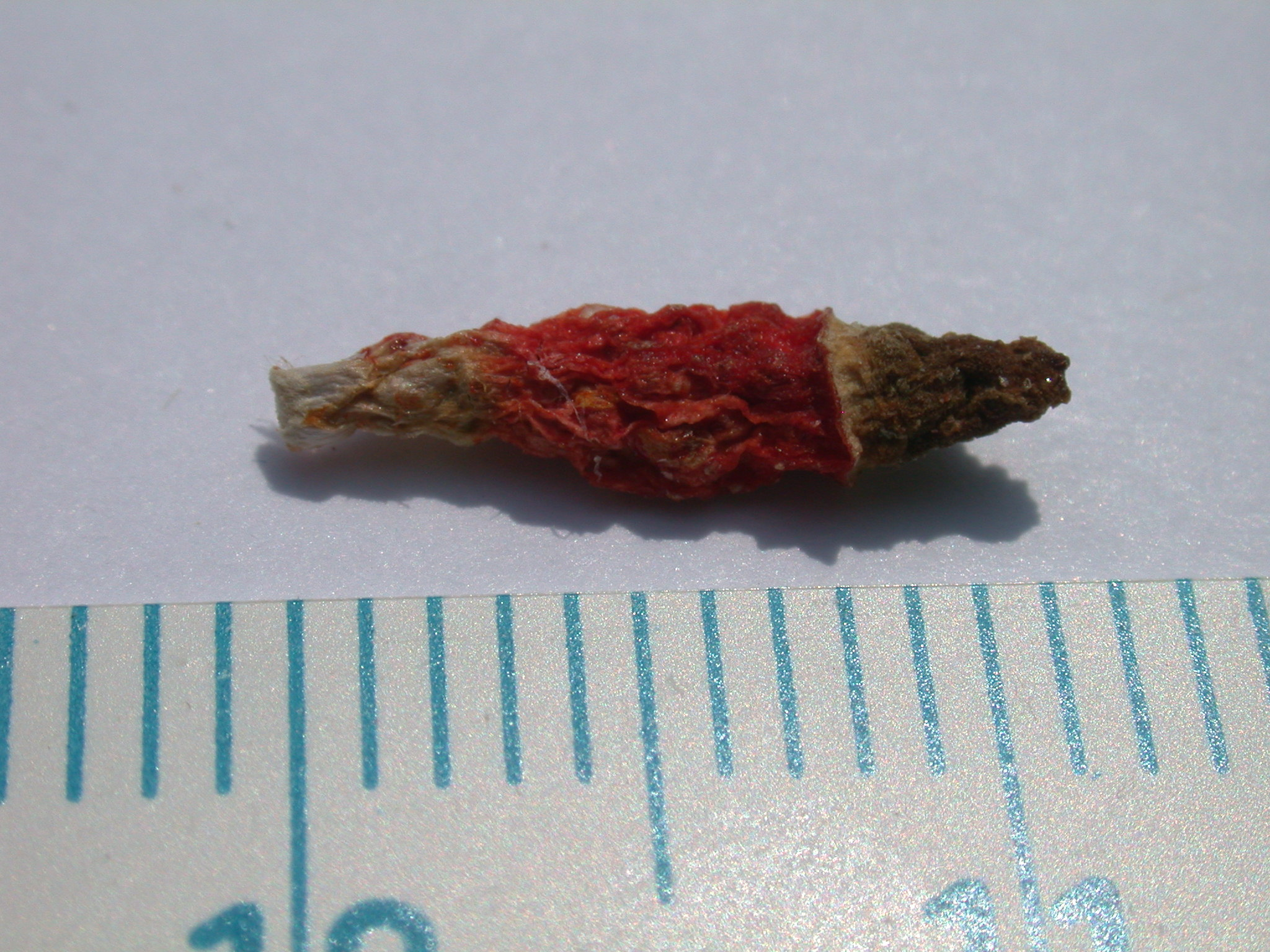
Плід Mammillaria multidigitata

Вид вперше описаний американськими ботаніками Френком Редлі і Джорджем Едмундом Ліндсі (англ. George Edmund Lindsay, 1916—2002) у 1947 році в журналі Американського товариства любителеів кактусів і сукулентів (англ. Cactus and Succulent Society of America) «Cactus and Succulent Journal».

## Етимологія
Видова назва походить від лат. multi — «багато» і лат. digitatus — «пальці» через численні дітки, які нагадують пальці, що має ця мамірярія.

## Ареал і екологія
Mammillaria multidigitata є ендемічною рослиною Мексики. Ареал розташований на острові Сан-Педро-Ноласко в Каліфорнійській затоці, штат Сонора. Вона зростає на висоті від 0 до 315 метрів над рівнем моря біля узбережжя, де рослини ростуть так щільно, що не можна ходити, щоб не наступити на них. Ця мамілярія широко поширена на більшій частині острова, і росте на крутих скелястих схилах разом з Agave chrysoglossa та Opuntia bravoana.

## Морфологічний опис
Рослини вільно кластеризуються, утворюючи великі групи з більш ніж 100 стебел.
| Орган              | Опис                                                                                    |
| Коріння            |                                                                                         |
| Стебло             | циліндричне, заввишки 5-20 см, в діаметрі 2-5 см.                                       |
| Епідерміс          | зелений.                                                                                |
| Маміли             | тупі, без молочного соку.                                                               |
| Ареоли             |                                                                                         |
| Аксили             | з невеликою кількістю пуху.                                                             |
| Центральні колючки | 4, прямі, іноді одна з гачком, голчасті, білі з коричневими кінцями, до 8 мм завдовжки. |
| Радіальні колючки  | 15-25, роззставлені, білі, завдовжки 6-8 мм.                                            |
| Квіти              | білі до кремових, до 15 мм завдовжки.                                                   |
| Бутони             |                                                                                         |
| Зовнішні пелюстки  |                                                                                         |
| Внутрішні пелюстки |                                                                                         |
| Тичинки            |                                                                                         |
| Маточка            |                                                                                         |
| Плоди              | булавоподібні, червоні, до 15 мм завдовжки.                                             |
| Насіння            | коричневе.                                                                              |

## Чисельність, охоронний статус та заходи по збереженню
Mammillaria multidigitata входить до Червоного списку Міжнародного союзу охорони природи уразливих видів (VU).
Вид має площу розміщення лише 4 км². Хоча наразі немає великих загроз для цього виду, однак існує потенційна загроза з боку інвазивного виду трави Cenchrus ciliaris (англ. Buffel grass — «буйволова трава»), яка може різко вплинути на виживання виду. Якщо станеться вторгнення цієї трави на острів Сан-Педро-Ноласко — статус виду стане критично небезпечним. З 1970-х років «буйволову траву» було інтродуковано в Сонорі, і тепер вона займає великі території штату. Острів розташований на відстані лише 12 км від узбережжя, де є плями цього інвазивного виду, що робить його вторгнення латентною загрозою. «Буйволова трава» вже розселилася на інших островах затоки, таких як острів Тібурон.
Поточний тренд чисельності рослин стабільний.
У Мексиці ця рослина занесена до Національного переліку видів, що перебувають під загрозою зникнення, де вона включена до категорії «підлягають спеціальному захисту». Острів Сан-Педро-Ноласко є федеральною захищеною територією, а також біосферним заповіднком.
Охороняється Конвенцією про міжнародну торгівлю видами дикої фауни і флори, що перебувають під загрозою зникнення (CITES).